# Anthony Howarth
Anthony Howarth (* 16. Mai 1938 in Lancaster) ist ein britischer Filmregisseur, Filmproduzent, Kameramann und Dokumentarfilmer sowie Fotograf, Fotojournalist und Ingenieur, der 1977 für einen Oscar nominiert war.

## Biografie

### Basisdaten
Howarth wurde im Nordwesten Englands geboren und verbrachte seine frühen Jahre auf einem Bauernhof in Pennines in der Ecke, wo Lancashire, Yorkshire und Westmorland aufeinandertreffen. Er besuchte Internate und studierte Ingenieurwissenschaften in Cambridge (MA Cantab, Mechanical Sciences Tripos). Während seines Studiums verdiente er seinen Lebensunterhalt mit der Beschaffung von Brennholz, nahm an Crosslauf- und Mittelstreckenläufen teil und entwickelte parallel dazu Leidenschaften für Fotografie und Filmemachen sowie für das Ingenieurwesen. 1959 fuhr er erstmals von London ausgehend durch Afrika, wo er unter anderem in Kairo, Kapstadt und Casablanca war. In neun Monaten bereiste er über dreißig Länder und legte mehr als 30.000 Meilen zurück. Seine aufgenommenen Bilder veröffentlichte nicht nur das Life Magazine, sondern auch weitere Magazine weltweit. Dies war der Startschuss für eine Karriere Howarths als internationaler Fotojournalist.
In den frühen 1960er Jahren war Howarth dann gemeinsam mit seinem Geschäftspartner Colin Bell an der Einführung eines Satireclubs des Establishments und des Magazins Private Eye beteiligt, sowie des Boulevardmagazins Scene, einem Vorläufer von Time Out und Rolling Stone. Der britische Dramatiker und Theaterkritiker Tom Stoppard war ebenso beteiligt wie Benny Green, der Jazz rezensierte. Redakteur war Gordon Williams, der Autor von Straw Dogs. Anthony Howarth arbeitete zwanzig Jahre lang als internationaler Magazinfotograf und wurde mit einem Fotoessay als Pressefotograf des Jahres ausgezeichnet. Seine Auftragsarbeiten führten zu über zweihundert veröffentlichten Titelgeschichten. Um 1970 wechselte Howarth dann ins Filmmetier und erhielt Nominierungen für den Oscar und den Golden Globe Award.
1979 kehrte Howarth zu seinen Wurzeln im Ingenieurwesen zurück (MA Mechanical Sciences Tripos, Cantab) und betätigte sich im Ingenieursbereich. Howarth hat in über 130 Ländern gelebt, sie besucht und dort gearbeitet. Er schreibt inzwischen über das Leben als Abenteurer; lebt mit seiner Frau, zwei Afrikanern und zwei Katzen im Südwesten Frankreichs.

### Filmbereich
Erstmals machte Howarth mit dem Film White Man’s Country von 1970 im Filmbereich auf sich aufmerksam, bei dem er gemeinsam mit David Koff Regie führte und den beide auch zusammen als Produzenten betreuten. Der Film beleuchtet die Aufteilung und Ausbeutung Afrikas im späten 19. Jahrhundert durch europäische Staaten. Im selben Jahr entstanden auch die Filme Mau Mau und Kenyatta, wiederum in Zusammenarbeit von Howarth und David Koff. In dem Dokumentarfilm Mau Mau geht es um den im Oktober 1952 ausgerufenen Ausnahmezustand in Kenia, den die britische Regierung verantwortete und dessen Ziel es war, die Niederlage der „Mau-Mau“ herbeizuführen. Die Dokumentation Kenyatta befasst sich mit dem Politiker Jomo Kenyatta, dem ersten Ministerpräsidenten Kenias nach dessen Unabhängigkeit. 
Schon vor ihrem oscarnominierten Dokumentarfilm People of the Wind von 1976 befassten sich Howarth und Koff mit dem Volk der Bachtiaren. Das war sowohl der Fall in der Fernsehserie Persian Odyssey mit der Folge The Migration of the Bakhtiari von 1973 als auch in dem Dokumentarfilm Bakhtiari Migration: The Sheep Must Live aus demselben Jahr, der über die qualvolle Bachtiarenwanderung berichtet. Für und mit People of the Wind (1976) wurden Howarth und Koff für einen Oscar in der Kategorie „Bester Dokumentarfilm“ nominiert. Die Auszeichnung ging jedoch an Barbara Kopple und deren Film Harlan County U.S.A., der den Arbeitskampf von Kohlengrubenarbeitern in Brookside thematisiert. Mit A Car for Africa produzierte Howarth 1987 die Entwicklung eines Autos für Afrika. Der Inhalt des Films geht auf das von Howarth geschriebene Buch Africar: The Development of a Car for Africa zurück. 

## Filmografie (Auswahl)
- 1970: White Man’s Country (Produzent, Regie)
- 1970: Mau Mau (Produzent, Regie)
- 1970: Kenyatta (Produzent, Regie)
- 1973: The World About Us (Fernsehserie, S4/E16 Persian Odyssey: The Migration of the Bakhtiari; Regie)
- 1973: Bakhtiari Migration: The Sheep Must Live (Regie)
- 1976: People of the Wind (Produzent, Regie)
- 1978: B-25 Mitchells Do Fly IMC (Kamera, Produzent, Regie)
- 1987: A Car for Africa (Fernsehserie; Kamera, Produzent, Regie)
- 2018: Beaumont-Hamel (Kurzfilm; Ausführender Produzent)

## Auszeichnung
Academy Awards 1977
- Oscarnominierung für und mit People of the Wind in der Kategorie „Bester Dokumentarfilm“ – gemeinsam mit David Koff